# Quận Stutsman, North Dakota
Quận Stutsman là một quận thuộc tiểu bang Bắc Dakota, Hoa Kỳ. Quận lỵ đóng ở Jamestown6. Quận được đặt tên theo Enos Stutsman. Dân số theo điều tra năm 2010 của Cục điều tra dân số Hoa Kỳ là 21100 người.

## Địa lý
Theo Cục điều tra dân số Hoa Kỳ, quận này có diện tích 5952km2, trong đó có 197km2 là diện tích mặt nước.